# Kurt Roßberg
Kurt Roßberg (* 7. Mai 1906 in Leipzig; † 19. August 1991 in Berlin) war ein deutscher Jugend-, Polit- und Gewerkschaftsfunktionär, Redakteur sowie Widerstandskämpfer gegen das NS-Regime. Er war auch Hauptgeschäftsführer der Volkssolidarität.

## Leben
Roßberg, Sohn einer Arbeiterfamilie, erlernte den Beruf des Maschinenschlossers. 1920 trat er der Freien Sozialistischen Jugend, dem Deutschen Metallarbeiter-Verband und 1923 der Kommunistischen Partei Deutschlands (KPD) bei. 1928/29 war er hauptamtlicher Sekretär des ZK des Kommunistischen Jugendverbandes Deutschlands. 1930/31 arbeitete er als Volontär bzw. Redakteur bei der kommunistischen Sächsischen Arbeiterzeitung in Leipzig. 1931/32 war er Kursant an der Internationalen Lenin-Schule in Moskau. Nach seiner Rückkehr aus der Sowjetunion ging er im Dezember 1932 als Chefredakteur an die Niedersächsische Arbeiterzeitung nach Hannover.
Nach der „Machtergreifung“ der Nationalsozialisten fungierte er ab Februar 1933 als Orgleiter der illegalen Bezirksleitung Niedersachsen der KPD. Roßberg wurde im Januar 1934 von der Gestapo verhaftet und später zu zwei Jahren und drei Monaten Zuchthaus verurteilt. Er war unter anderem in den Gefängnissen in Hannover, Minden und dem Zuchthaus Herford/Westfalen inhaftiert.  1939 wurde er erneut inhaftiert und in das KZ Buchenwald verbracht, aus dem er 1940 entlassen wurde. Er fand Arbeit als Maschinenschlosser im Maschinenbaubetrieb Müller & Montag in Leipzig und wurde 1942 zur Wehrmacht einberufen.
Roßberg gehörte zur Widerstandsgruppe um Georg Schumann in Leipzig und war führend an der Organisierung der Leipziger Gruppe des Nationalkomitees „Freies Deutschland“ beteiligt. Nach den verheerenden Bombenangriffen auf die Stadt am 3. Dezember 1943 verteilten Leipziger Widerstandskämpfer das von Roßberg verfasste Flugblatt „Erfahrung und Lehren aus dem Bombenkrieg“ in großer Auflage. In diesem Flugblatt verknüpfte Roßberg konkrete Aufforderungen mit dem Aufruf zur Verbreiterung des Widerstands:

„Die Leipziger Antifaschisten sagen euch was zu tun ist. Bei einem Luftangriff müßt ihr zuerst euer Leben sichern. Stellt deshalb bei Voralarm in den Betrieben jede Arbeit ein! Bringt Euch in Sicherheit! Im Falle eines Angriffs verlaßt die Rüstungsbetriebe und kümmert Euch um Eure Familien und Wohnungen! Die ganze Rüstungsindustrie kann zerschlagen werden, aber Euer Leben müßt Ihr erhalten! Laßt Euch nicht von Nazi-Betriebsbonzen oder Werkschutz im Betrieb festhalten! Bleibt nach einem Angriff der Arbeitsstelle fern. Entschuldigt Euch mit Aufräumungsarbeiten oder schlechten Verkehrsverhältnissen! Langsamer arbeiten führt zur schnellsten Beendigung des Krieges. Unterstützt Euch gegenseitig, wenn es gilt, Euer Leben, Eure Wohnungen und Euer Hab und Gut zu bergen! Das Leben der deutschen Arbeiter, ihrer Frauen und Familien ist tausendmal wichtiger als die Rüstungsbetriebe der Naziverbrecher. Kämpft mit uns Antifaschisten gegen den totalen Krieg Hitlers, für den totalen Frieden!“

Roßberg wurde 1944 erneut festgenommen. Im Januar 1945 gelang Roßberg in den Wirren der Bombenangriffe auf Leipzig die Flucht aus dem Gestapogefängnis in Leipzig.
Am 16. Juli 1945, wurden durch den sowjetischen Stadtkommandanten, Generalmajor Trufanow, der Sozialdemokrat Erich Zeigner als Oberbürgermeister und Roßberg als erster Stellvertreter des Oberbürgermeisters berufen. Roßberg blieb bis September 1945 Erster Bürgermeister von Leipzig. Er war Gründungsmitglied der Volkssolidarität in Dresden und von Oktober 1945 bis April 1946 geschäftsführender Landessekretär der Volkssolidarität in Sachsen. Von Mai 1946 bis Februar 1950 fungierte er als Hauptgeschäftsführer des neuformierten Zentralausschusses der Volkssolidarität. Roßberg betonte, dass „die Volkssolidarität eine breite überparteiliche Grundlage habe und die Solidarität der Arbeiterklasse mit der christlichen Nächstenliebe der Kirchen verbinde“.
Anschließend war er Mitarbeiter im Bundesvorstand des Freien Deutschen Gewerkschaftsbundes (FDGB), ab 1952 Redakteur bzw. stellvertretender Chefredakteur der Tribüne, des Zentralorgans des FDGB.
Roßberg wurde im Zusammenhang mit dem Aufstand vom 17. Juni 1953 „kapitulantenhaftes Verhalten“ vorgeworfen und abberufen. Er wurde daraufhin nur noch als Wirtschaftsredakteur eingesetzt. Von 1962 bis 1971 war er erneut stellvertretender Chefredakteur der Tribüne.
Roßberg war nach seiner Berentung 1971 noch Vorsitzender des Wohnbezirksausschusses Hans-Loch-Viertel in Berlin-Friedrichsfelde.
Er wurde auf dem Zentralfriedhof Berlin-Friedrichsfelde in der Gräberanlage für Opfer des Faschismus und Verfolgte des Naziregimes  beigesetzt.

## Auszeichnungen
- Vaterländischer Verdienstorden in Silber (1965)
- Vaterländischer Verdienstorden in Gold (1975)